# 锡耶 (涅夫勒省)
锡耶（法語：Ciez，法語發音：[sje]）是法国涅夫勒省的一个市镇，位于该省西北部，属于卢瓦尔河畔科讷库尔区。

## 地理
锡耶（47°26'29"N, 3°9'44"E）面积28.34 平方千米，位于法国勃艮第-弗朗什-孔泰大區涅夫勒省，该省份为法国中部省份，北至约讷省，西北接卢瓦雷省，西接谢尔省，南至阿列省，东南接索恩-卢瓦尔省，东临科多尔省。
与锡耶接壤的市镇（或旧市镇、城区）包括：当皮埃尔苏布伊、佩鲁瓦、阿利尼科讷、比特里、布伊、库卢特尔、诺安河畔昂特兰、默内斯特罗。

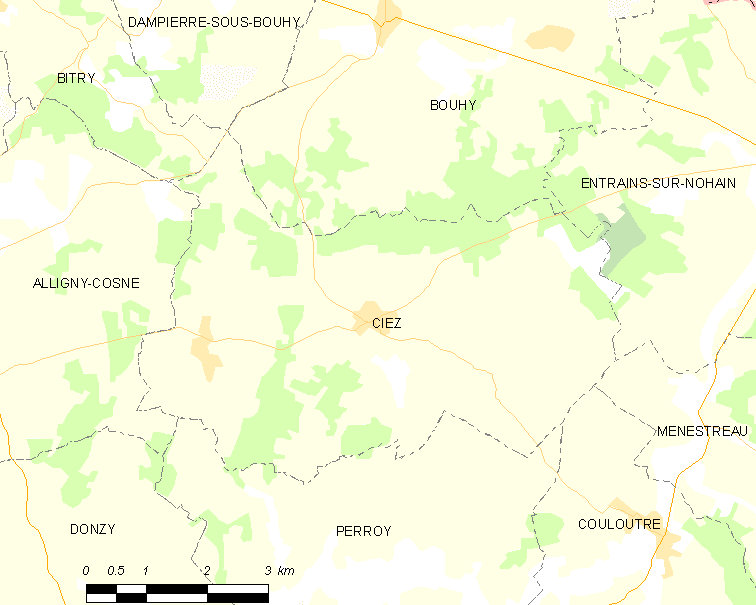
的OSM定位图

锡耶的时区为UTC+01:00、UTC+02:00（夏令时）。

## 行政
锡耶的邮政编码为58220，INSEE市镇编码为58077。

## 政治
锡耶所属的省级选区为卢瓦尔河畔普伊县。

## 人口

1962-2008年间人口变化图示

锡耶于2022年1月1日时的人口数量为376人。